# La Résurrection de l'épouvanteur
La Résurrection de l'épouvanteur (titre original : The Dark Army) est le deuxième tome de la série The Starblade Chronicles signée Joseph Delaney et qui prend la suite de la série L'Épouvanteur. Il est paru en 2016. L'éditeur français le présente comme le quinzième volume de la série L'Épouvanteur.

## Résumé
Thomas Ward, le nouvel épouvanteur, combattait l'obscur dans le Comté avec son apprentie quand il a été appelé par Grimalkin dans les terres lointaines des Kobalos. La sorcière a conçu un plan : Une fois que Tom aura tué un de leurs meilleurs guerriers, il pourra mener les armées des principautés environnantes combattre Lenklewth un puissant mage Kobalos. La sorcière pourra en apprendre davantage sur les capacités magiques et stratégiques de leurs ennemis, qui s'apprêtent à condamner la Terre à un hiver éternel. Tom a vaincu le guerrier, mais il est mort lui aussi. Et ceux qui ont mis tous leurs espoirs en lui désespèrent. Qui prendra la tête des troupes,avant que l'armée noire ne les submerge et ne répande la guerre jusque dans le Comté ? Au moment où le cercueil de Tom s'apprête à être enseveli sous terre, un bruit s'élève de la tombe et le cadavre du jeune épouvanteur se met à tournoyer dans les airs...avant d'émettre un grognement. Tom est de retour !

## Résumé détaillé[1]
Lors  des obsèques de Tom, l'étrange créature ailée surgit du ciel et, par magie, ramène à la vie le jeune Epouvanteur. Tom se remet peu à peu de cette épreuve mais reste très faible. Grimalkin est soulagée de le retrouver et lui explique soupçonner Lukraste d'avoir orchestré la présence de cette créature ainsi que la mort de Tom, sa résurrection lui donnant plus de pouvoir pour unir les différentes armées présentes.
Le roi Stanislaw vient trouver Tom pour lui avouer qu'il sait qu'il a menti en prétendant être prince, mais qu'il n'a rien dit car l'Angélus, la créature ailée, avait ordonné que Tom puisse combattre le Kobalos.
Grimalkin poursuit son plan et donne comme nouvelle mission à Tom de convaincre les princes de détourner leur mission vers la tour d'un Haut Mage. Cette visite lui permettra d'en découvrir plus sur leur magie et de trouver des arguments pour convaincre les sorcières de Pendle d'entrer en guerre.
Tom s'en veut de délaisser la formation de Jenny. Le château possède quelques fantômes d'après le prince Stanislaw et Tom compte emmener Jenny auprès d'eux pour s'exercer. Mais la jeune fille, impatiente, s'y rend seule. Elle découvre non pas un fantôme, mais un puits où se tapit une créature qui essaye de la tuer. Elle n'en réchappe que de justesse. Tom est en colère devant une telle prise de risque. Maintenant il va leur falloir en apprendre plus sur cette créature afin de la détruire, avant qu'elle ne s'en prenne au reste du chateau.
Le prince Stanislaw leur apprend que certains greniers sont moins dangereux et que l'un d'eux contient le fantôme d'un Haut Mage Kobalos. Le mage se nomme Abuskai et il s'agit de l'un des mages architecte qui a ramené le dieu Talkus à la vie. Il a été assassiné quand le pouvoir a changé de main chez les Kobalos. La créature de l'autre grenier se nomme un Targon et il garde l'un des trois portails qui mènent au domaine de Talkus. Ce mage voulait façonner le dieu pour une autre raison que faire la guerre : il voulait qu'il l'aide à corriger la terrible erreur qu'a commis son peuple en tuant toutes les femmes. Leurs meurtriers pensaient qu'elles affaiblissaient l'ardeur au combat des males Kobalos et qu'il fallait s'en débarrasser. Dans l'incapacité de perpétuer l'espèce, ils ont réduit en esclavage des femmes humaines et, en usant de magie, ont réussi à leur faire porter leurs enfants mêmes s'ils n'en naissaient que des mâles. Un groupe de Kobalos s'oppose au commerce des esclaves, les Skapiens et essayent de renverser le triumvirat actuel.
Un autre grenier contient des fantômes d'humains torturés mais Tom ne peut agir pour l'instant. Il se sent trop faible pour conduire les hommes de Grimalkin et annonce à la sorcière qu'il rentre au Comté faire l'apprentissage de Jenny, le temps de se refaire une santé. Grimalkin n'entend pas les choses de cette oreille, et durant la nuit, enlève Jenny qu'elle confie à la première patrouille en partance pour les terres des Kobalos, obligeant Tom à accepter de prendre sa suite à la tête du reste de leur armée.
La troupe de Jenny parvient à la tour du Haut Mage sans rencontrer de Kobalos, mais leur escouade est attendue et décimée. Seule Jenny parvient à s'enfuir grâce à son don d'invisibilité. Elle rejoint la troupe de Tom et Grimalkin pour les informer de l'embuscade. Malgré tout, la sorcière maintient leur attaque. La résistance est minime dans la tour et il gagne le dernier étage sans difficulté. Le haut mage n'est pas présent mais en revanche, Lukraste les attend. Cette rencontre déstabilise Tom et Grimalkin qui ne réalisent que trop tard qu'il s'agit d'une illusion masquant Lenklewth, le Haut Mage. Tom et Grimalkin sont vite mis à terre par la magie du Kobalos. Tom se réveille dans un cachot avant d'être trainé auprès d'une assemblée de Kobalos : l'assassin du Mage va le mettre à mort en le lacérant. Tom subit les coups sans trouver de solution. Il voit sa mort venir quand Alice apparaît soudainement, tue l'assassin avant de récupérer la Lame-Etoile et la lui lancer. Tout aussi rapidement, elle disparaît. Le Haut Mage avait une longueur d'avance car, tout comme les sorcières, il avait lu l'avenir. Il n'avait pourtant pas anticipé cette attaque et prend immédiatement la fuite. Grimalkin est libérée, mais ils ne peuvent rester longtemps dans la tour car des troupes nombreuses arrivent en renfort. Même si les troupes humaines sont conséquentes, le combat s'avère perdu d'avance et il leur faut prendre la fuite.
Alors qu'il s'apprête à partir, Tom est attiré par une musique qui le mène jusqu'à Alice. Elle lui explique que lorsqu'elle a pénétré dans l'obscur pour récupérer l'arme dont devait se servir Tom contre le Malin, elle a été obligée de conclure un accord avec Pan. À la demande de Pan, elle a dû l'honorer en unissant ses forces avec Lukraste. Elle est devenue intime avec lui pour influer par la suite sur ses décisions. Mais comme pour Grimalkin, les Haut Mages Kobalos avaient anticipé leurs manœuvres et Lukraste a été capturé, torturé puis mis à mort. Alice a pu s'échapper et Pan a fait d'elle une sorcière de la nature.
La bataille s'engage et Alice emmène Tom dans l'entre-monde pour rejoindre Valkarky et combattre le Haut Mage. Mais celui-ci a anticipé leur manœuvre et les rejoint dans l'entre monde, chevauchant un Vartek. Ils parviennent à tuer la créature mais Alice est empoisonnée. Tom combat le Kobalos et est sur le point de le tuer quand celui-ci est dévoré par sa monture agonisante. Grâce à sa magie et ses remèdes, Alice parvient à ne pas succomber au poison et elle parvient à les ramener jusqu'à Grimalkin.
Quelques jours plus tard, Tom, Alice et Jenny reprennent la route vers le Comté. Tom est appelé à plusieurs reprises pour examiner d'étranges cadavres et le jeune Epouvanteur comprend qu'il s'agit de l'œuvre de Golgoth, le Dieu de l'hiver, qui reprend peu à peu du pouvoir avec l'aide des Kobalos.
Tom et Alice comprennent que si le dieu de l'hiver reprend complètement forme, la guerre contre les Kobalos sera définitivement perdue. La seule solution est de retourner dans le tumulus où Tom avait réussi une première fois à conjurer sa venue. Ils sont aidés par Meg, la sorcière Lamia proche de Maître Grégory, ainsi que de Grimalkin dont les troupes viennent d'essuyer une troisième défaite. Comme ils l'avaient anticipé, quatre Hauts-Mages Kobalos apparaissent pour créer un portail permettant à Golgoth de surgir. Ils abattent rapidement trois mages mais un quatrième parvient à s'échapper empêchant Alice de refermer définitivement le portail, et le dieu de l'hiver apparaît. Meg, puis Grimalkin trouvent la mort avant qu'Alice ne fasse usage de sa magie et que le dieu Pan n'apparaisse. Un combat s'engage entre les deux dieux qui finissent grièvement blessés, Golgoth provisoirement revenu dans l'obscur.